# Distretto di San Juan Bautista (Ayacucho)
Il distretto di San Juan Bautista è uno dei quindici distretti della provincia di Huamanga, in Perù. Si trova nella regione di Ayacucho e si estende su una superficie di 18,71 chilometri quadrati.

Istituito il 7 aprile 1960, ha per capitale la città di San Juan Bautista; nel censimento del 2005 contava 37.083 abitanti.